# Ceratogramma schachovskoyi
Ceratogramma schachovskoyi är en stekelart som beskrevs av De Santis 1957. Ceratogramma schachovskoyi ingår i släktet Ceratogramma och familjen hårstrimsteklar. Inga underarter finns listade i Catalogue of Life.